# Ian Tyer
Ian Tyer (Manchester, ...) è un ex calciatore inglese, di ruolo difensore.

## Carriera
Nativo dell'Inghilterra, dal 1971 al 1973 è in forza ai canadesi del Montréal Olympique, club della North American Soccer League. Nelle tre stagioni di militanza giocò 48 incontri ma, con la sua franchigia non riuscì mai a superare la fase gironi del torneo americano.